# Ken Naganuma
Ken Naganuma (jap. 長沼健 Naganuma Ken; ur. 5 września 1930 w prefekturze Hiroszima, zm. 2 czerwca 2008) – japoński piłkarz, reprezentant kraju.

## Kariera klubowa
Od 1955 do 1967 roku występował w klubie Furukawa Electric.

## Kariera reprezentacyjna
Karierę reprezentacyjną rozpoczął w 1954, a zakończył w 1961 roku. W sumie w reprezentacji wystąpił w 4 spotkaniach. Został powołany do kadry na Igrzyska Olimpijskie 1956.

## Statystyki
| Reprezentacja Japonii | Reprezentacja Japonii | Reprezentacja Japonii |
| Rok                   | Mecze                 | Gole                  |
| --------------------- | --------------------- | --------------------- |
| 1954                  | 2                     | 1                     |
| 1955                  | 0                     | 0                     |
| 1956                  | 0                     | 0                     |
| 1957                  | 0                     | 0                     |
| 1958                  | 1                     | 0                     |
| 1959                  | 0                     | 0                     |
| 1960                  | 0                     | 0                     |
| 1961                  | 1                     | 0                     |
| Razem                 | 4                     | 1                     |